# Katedra św. Wojciecha w Ełku
Katedra św. Wojciecha w Ełku – kościół wybudowany w 1893 w stylu neogotyckim, konsekrowany 19 sierpnia 1903 roku przez biskupa Eduarda Herrmanna, otrzymał wezwanie św. Wojciecha i Przemienienia Pańskiego. Wyposażenie częściowo gotyckie.

## Historia
Kościół został odnowiony i odmalowany w 1955. Kolejny, generalny remont, przeprowadzono w latach 1993–1995. W 1990 z Fatimy sprowadzono Figurę Matki Boskiej, którą koronował w Olsztynie 6 czerwca 1991 roku papież Jan Paweł II. 25 marca 1992 roku kościół podniesiony przez Jana Pawła II do godności katedry diecezji ełckiej. 13 maja 1994 roku biskup ełcki Wojciech Ziemba ustanowił kościół Sanktuarium Diecezjalnym MB Fatimskiej.
W ełckiej katedrze zostało wyświęconych trzech biskupów: Romuald Kamiński w 2005, Adrian Galbas w 2020 i Dariusz Zalewski w 2022.

## Architektura

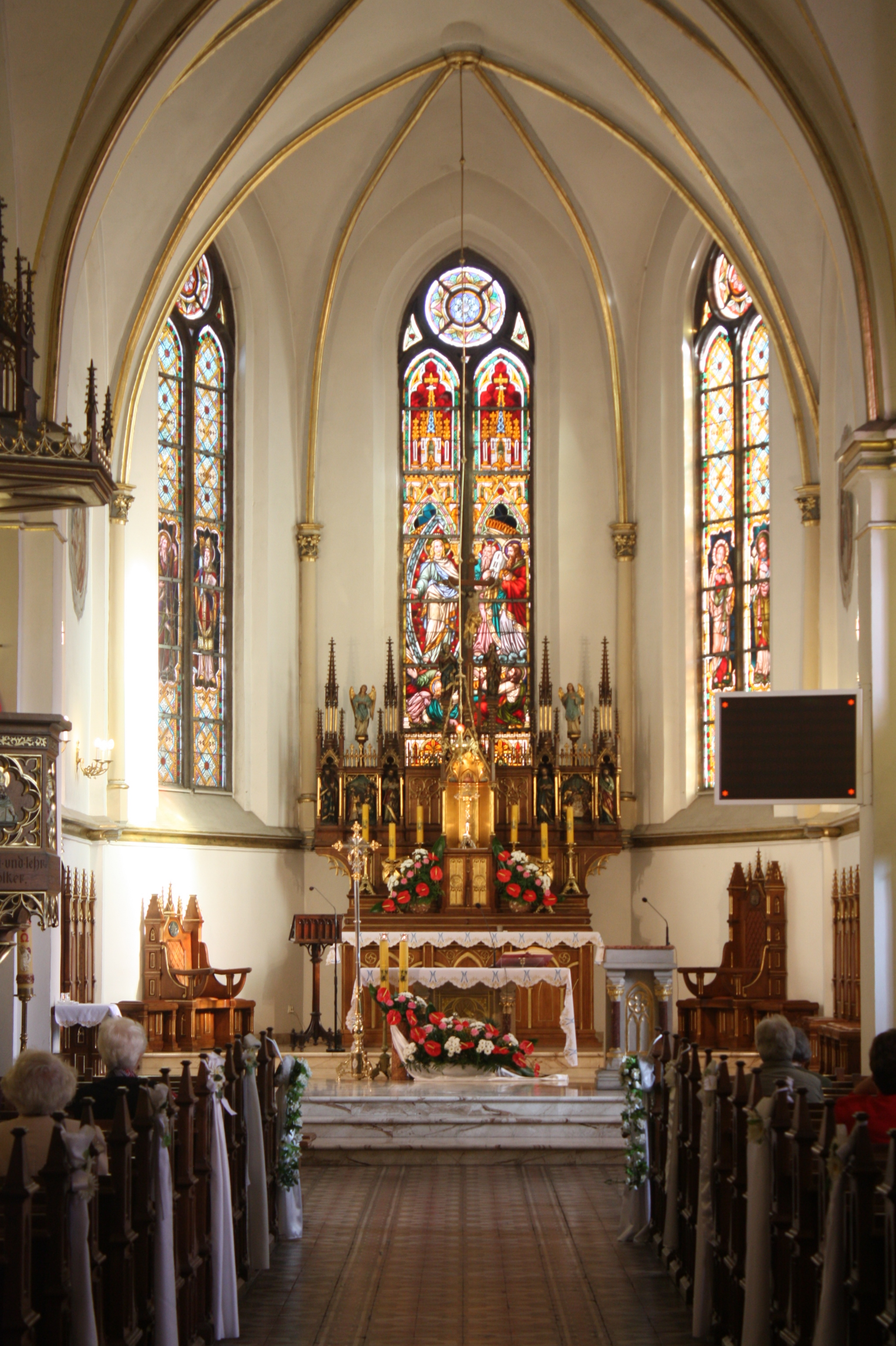
Wnętrze katedry

Kościół nosi cechy neogotyku. Korpus świątyni jest trójnawowy i 4-osiowy. Od strony kruchty widzimy trójkondygnacyjną więżę na planie kwadratu. Prezbiterium flankowane jest dwiema zakrystiami, korpus prezbiterium i wieża oszkarpowane są skarpami uskokowymi. W pierwszej kondygnacji wieży umieszczono portal zamknięty łukiem ostrym, ścianę boczną tej kondygnacji ozdobiono ostrołukowymi tynkowanymi blendami. Wieża kościelna została nakryta hełmem stożkowym zwieńczonym krzyżem. Korpus główny świątyni nakryty został dachem dwuspadowym, prezbiterium i zakrystie dachem trój połaciowym. We wnętrzu kościoła znajdują się cztery ołtarze, ołtarz główny wieńczy rzeźba Jezusa ukrzyżowanego, dwa ołtarze boczne, jeden poświęcony Najświętszemu Sercu Jezusa, drugi zaś Matce Bożej, ufundował Joachim Skibowski z Ełku oraz ołtarz posoborowy.

## Kaplica im. św. Jana Pawła II
Obok katedry w 2014 roku oddano do użytku kaplicę świętego Jana Pawła II, w której znajdują się krypty do pochówku ełckich biskupów. Dotychczas ełcka katedra była jedyną w Polsce, gdzie nie było miejsca pochówków biskupów diecezjalnych. Do nowo wybudowanych krypt przeniesiono ciało zmarłego w 2003 bpa Edwarda Samsela. Ponadto obiekt połączony jest z kościołem i wyposażony w miejsce na potrzeby księży.